# 1999 v hudbě
Tento článek obsahuje události související s hudbou, které proběhly v roce 1999.

## Události
Zpěvák Bruce Dickinson se vrací do kapely Iron Maiden, kterou opustil v r. 1993.

## Založené kapely
- Simple Plan
- Sabaton
- Tabla Beat Science
- The Cat Empire
- t.A.T.u.

## Alba

### Domácí alba
- MegaHu – Kabát
- Konec – Daniel Landa
- Největší hity – Petr Kotvald
- Signální – Chinaski
- Propast – Komunální odpad
- Blízká i vzdálená – Ilona Csáková
- Zlatá Helena – Helena Vondráčková
- Úplně nahá – Lucie Bílá
- Bílý kámen – Iveta Bartošová
- Homo Fonkoanz – J.A.R.
- Nohama na zemi – Lunetic

### Zahraniční alba
- Guitars – Mike Oldfield
- Everyday – Hillsong United
- The Millennium Bell – Mike Oldfield
- Razorblade Romance – HIM
- Significant Other – Limp Bizkit
- The Fundamental Elements of Southtown – P.O.D.
- Cirkus: The Young Persons' Guide to King Crimson Live – King Crimson
- The Battle of Los Angeles – Rage Against the Machine
- Close Watch: An Introduction to John Cale – John Cale
- Silent Shadows on Cinemaroc Island – Jack Smith
- Le Vent de la nuit – John Cale
- The Unknown – John Cale
- Slipknot – Slipknot (album)
- Korn – Issues
- "Second Morning" - Morning Musume

## Domácí hity
- „Voda čo ma drží nad vodou“ – Elán
- „Nebe“ – Anna K
- „Vodopády“ – Chaozz
- „1. signální“ – Chinaski
- „Diaľkové ovládanie“ – PEHA
- „Tata“ – Buty
- „Tornero“ – Ilona Csáková
- „Galaxie přání“ – Leona Machálková
- „Mám tě rád“ – Damiens
- „Nezávislá“ – Žlutý pes
- „Na vteřin pár“ – Janek Ledecký
- „Už mizí pryč je Hanka“ – J.A.R.
- „Bulhaři“ – J.A.R.
- „Šaman“ – Kabát
- „Můj kluk“ – Holki
- „Už mi nevolej“ – Holki
- „Hledám lásku svou“ – Holki
- „Jako zlej sen“ – Lunetic
- „Dotyky“ – Lunetic
- „Rok a den“ – Lunetic
- „Čarodějka“ – Lucie Bílá
- „Bílý kámen“ – Iveta Bartošová
- „Jaxe“ – Chinaski
- „Hej lidi“ – Chaozz
- „Nelítám nízko“ – Anna K
- „Nebem letí“ – Bára Basiková
- „Zatmění“ – Leona Machálková
- „Jedno tajemství“ – Ilona Csáková
- „Zavři oči když se červenám“ – Ilona Csáková
- „S tebou“ – Lucie
- „Bruce Willis“ – Kabát
- „Učitel“ – Kabát
- „Černá kočka“ – Enkláva
- „Odchází láska“ – V.I.P.
- „Pár minut lásky“ – V.I.P.
- „Tak ruku mi dej“ – Michal David
- „Být stále mlád“ – Karel Gott
- „Devatenáct“ – František Nedvěd
- „Nad jezerem“ – Iveta Bartošová
- „Dej nám sex“ – Petr Kotvald
- „Leleleo“ – Daniel Nekonečný
- „Gabriel“ – Daniel Hůlka
- „Z pekla štěstí“ – Hůlka, Bartošová
- „Naše láska letí“ – Richard Müller
- „Milion snů“ – Argema
- „Prohrát není žádná hanba“ – Argema
- „Filip s Romanem“ – Premier
- „Spaste svoje duše“ – Mňága a Žďorp
- „Venda“ – Tři sestry
- „Mexiko“ – Tři sestry

## Největší zahraniční hity
- „The Bad Touch“ – Bloodhound Gang
- „All the small things“ – Blink 182
- „American Woman“ – Lenny Kravitz
- „Believe“ – Cher
- „Californication“ – Red Hot Chili Peppers
- „Heartbreaker“ – Mariah Carey
- „Kiss Me“ – Sixpence None the Richer
- „Mambo No. 5 (A Little Bit Of…)“ – Lou Bega
- „Maria“ – Blondie
- „Pretty Fly (For a White Guy)“ – The Offspring
- „Sex Bomb“ – Tom Jones
- „Thank ABBA for the Music“ – Steps, Tina Cousins, Cleopatra, B*Witched, Billie
- „When the Heartache Is Over“ – Tina Turner
- „You'll Be in My Heart“ – Phil Collins
- „Join Me in Death“ – HIM

## Úmrtí
- 2. ledna – Rolf Liebermann (88),
- 23. ledna – „Prince“ Lincoln Thompson (49), hudebník reggae
- 3. února – Gwen Guthrie (48)
- 12. února – Toni Fisher (67), zpěvák
- 15. února – Lamont „Big L“ Coleman (24), rapper, zastřelen
- 16. února – Necil Kâzım Akses, turecký skladatel
- 3. března – Dusty Springfield (59), zpěvačka, rakovina prsu
- 4. března – Eddie Dean (91), country music umělec, herec
- 12. března – Yehudi Menuhin (92), houslista
- 13. března – Bidu Sayão (97), brazilský operní zpěvák
- 26. března – Ananda Shankar (50), indický skladatel klasické hudby, zástava srdce
- 28. března – Freaky Tah (28), Lost Boyz, zastřelen
- 29. března – Joe Williams (80), jazzový zpěvák
- 6. dubna – Red Norvo (91), jazzový hudebník
- 14. dubna – Anthony Newley (67), textař, herec a zpěvák
- 16. dubna – Skip Spence (52), hudebník (Jefferson Airplane, Moby Grape), rakovina plic
- 25. dubna – Roger Troutman (47), R&B zpěvák
- 26. dubna – Adrian Borland (41), britský zpěvák, textař, kytarista (The Sound), sebevražda
- 27. dubna – Al Hirt (76), New Orleans trumpetista
- 30. dubna – Darrell Sweet (51), bubeník (Nazareth), infarkt
- 14. května – William Tucker, kytarista, Ministry, sebevražda
- 26. května – Paul Sacher (93), švýcarský dirigent
- 5. června5 – Mel Tormé (73), zpěvák
- 21. června – Kami (26), japonský bubeník Malice Mizer
- 27. června – Sven Einar Englund (83), finský skladatel
- 3. července – Mark Sandman (46), alternativní rockový hudebník, člen skupiny Morphine, infarkt
- 6. července:
  - Benny Bell (93), hudebník
  - Joaquín Rodrigo (97), španělskýskladatel
- 11. července – Helen Forrest (82), big bandová zpěvačka
- 3. srpna – Lesley Pitts (30), hudební publicista
- 20. srpna 20 – Bobby Sheehan (31), baskytarista skupiny Blues Traveler, předávkování drogami
- 10. září – Alfredo Kraus (72), operní zpěvák
- 6. října – Amalia Rodrigues (79), portugalská zpěvačka
- 9. října – Milt Jackson (76), jazzový vibrafonista
- 10. října – Robert Wright (90), textař a libretista
- 16. října – Ella Mae Morse (75), zpěvačka
- 19. října – Harry Bannink (70), nizozemský textař
- 26. října – Rex Gildo (63), německý zpěvák
- 18. listopadu – Doug Sahm (58), country a rockový hudebník
- 3. prosince – Scatman John (57), popový hudebník
- 10. prosince – Rick Danko (56), rockový zpěvák skupiny The Band
- 26. prosince – Curtis Mayfield (57), zpěvák/skladatel